# قرار مجلس الأمن التابع للأمم المتحدة رقم 1205
القرار 1205 الصادر عن مجلس الأمن التابع للأمم المتحدة بالإجماع في 5 نوفمبر 1998، وبعد أن أشار إلى جميع القرارات المتعلقة بالعراق، ولا سيما القراران 1154 (1998) و1194 (1998) المتعلقان ببرنامج أسلحته، أدان المجلس قرار العراق وقف التعاون مع لجنة الأمم المتحدة الخاصة (الأونسكوم).
وفي 31 أكتوبر 1998، قرر العراق إنهاء التعاون مع اللجنة الخاصة وواصل فرض قيود على الوكالة الدولية للطاقة الذرية. وكان مطلوبا من البلد أن يفي بالتزاماته بموجب القرار 687 (1991) وأن التعاون الفعال مع اللجنة الخاصة والوكالة الدولية للطاقة الذرية ضروري في هذه العملية. وبعد ذلك ستنظر في التدابير المفروضة على العراق بمجرد أن يلغي قراره الأخير.
وأدان المجلس، متصرفا بموجب الفصل السابع من ميثاق الأمم المتحدة، قرار العراق بعدم التعاون مع اللجنة الخاصة والوكالة الدولية للطاقة الذرية، وطالب بسحب قراره فورا. وكان البلد قد أعلن من قبل أنه سيعلق التعاون مع كليهما في 5 أغسطس 1998. وإلى أن يمتثل العراق، لن يعاد النظر في مدة القيود المفروضة بموجب القرار 687.